# Bauliste der Schichau Seebeckwerft
Die Bauliste der Schichau Seebeckwerft gibt einen Überblick über Schiffe, die bei der Schichau Seebeckwerft entstanden. Die Daten beschreiben die Schiffe zum Zeitpunkt der Ablieferung. Spätere Umbauten sowie Änderungen des Namens bzw. des Eigners sind nicht berücksichtigt.
| Ablieferung | Name                      | Baunummer | Vermessung (BRT/BRZ) | Auftraggeber/Eigner/Betreiber        | Bemerkungen                                                   |
| ----------- | ------------------------- | --------- | -------------------- | ------------------------------------ | ------------------------------------------------------------- |
| 1879        | Minna                     | 1         |                      |                                      | Dampfbarkasse                                                 |
| 1893        | Erft                      | 60        |                      | Düsseldorf                           | Fahrgastschiff                                                |
| 1893        | Düssel                    | 61        |                      | Cretzschmar, Düsseldorf              | Fahrgastschiff                                                |
| 1895        | Volapük IV                | 102       |                      | Fassbänder & Mülleneisen, Köln       | Fahrgastschiff                                                |
| 1898        | Trier                     | 122       | 3.168                | NDL                                  | Reichspostdampfer                                             |
| 1899        | Nixe                      | 134       | 844                  | NDL                                  | Raddampfer                                                    |
| 1901        | Pitsanulok                | 162       | 2.019                | NDL                                  |                                                               |
| 1903        | Prinz Waldemar            | 191       | 3.227                | NDL                                  | Reichspostdampfer                                             |
| 1905        | Präsident                 | 226       | 1.839                | Hapag                                | Passagierdampfer                                              |
| 1905        | Karlsruhe                 | 228       | 897                  | Hapag                                | Frachtdampfer                                                 |
| 1906        | Mannheim                  | 229       | 897                  | Hapag                                | Frachtdampfer                                                 |
| 1969        | Gerdt Oldendorff          | 940       | ca. 10.000           |                                      | Mehrzweckschiff des Typs Seebeck 36L, Typschiff (55 Schiffe)  |
| 1969        | Skyward                   | 942       | 16.254               | Kloster Cruise Ltd.                  | Kreuzfahrtschiff                                              |
| 1974        | Norland                   | 972       | 12.988               | North Sea Ferries                    | RoPax-Schiff (Typschiff, zwei Schiffe)                        |
| 1975        | European Gateway          | 2256      | 3.334                | Monarch Steamship Co. Ltd            | RoPax-Schiff (Typschiff, drei Schiffe)                        |
| 1978        | Holstensailor             | 1018      | 8.712                |                                      | Containerschiff (Typschiff, fünf Schiffe)                     |
| 1980        | Herald of Free Enterprise | 2280      | 13.601               | Townsend Thoresen                    | RoPax-Schiff, am 6. März 1987 gesunken                        |
| 1981        | Olau Hollandia            | 1028      | 21.473               | Olau Line                            | RoPax-Schiff                                                  |
| 1988        | Nils Dacke                | 1063      | 24.745               | Swecarrier Rederi (TT-Linie)         | RoPax-Schiff                                                  |
| 1989        | Seabourn Spirit           | 1070      | 9.975                | Seabourn Cruise Line                 | Kreuzfahrtschiff                                              |
| 1990        | Olau Britannia            | 1068      | 33.336               | Olau Line                            | RoPax-Schiff                                                  |
| 1992        | Royal Viking Queen        | 1071      | 9.961                | Kloster Cruise Ltd.                  | Kreuzfahrtschiff                                              |
| 1992        | Chiquita Bremen           | 1098      | 10.842               | Great White Fleet                    | Kühlschiff (Typschiff, zwei Schiffe)                          |
| 1995        | Superfast I               | 1087      | 23.663               | Attica Marine SA                     | RoPax-Schiff (Typschiff, zwei Schiffe)                        |
| 1996        | Mecklenburg-Vorpommern    | 1092      | 37.987               | DFO Deutsche Fährgesellschaft Ostsee | Eisenbahnfähre                                                |
| 2001        | Nils Holgersson           | 2000      | 36.468               | TT-Line                              | RoPax-Schiff (Typschiff, zwei Schiffe)                        |
| 2002        | E.R. Helgoland            | 2003      | 26.200               | E.R. Schifffahrt                     | Vollcontainerschiff, SSW Super 25 (Typschiff, sechs Schiffe)  |
| 2006        | Ulysses                   | 2026      | 26.200               | KG Projex                            | Vollcontainerschiff (Typschiff, zwei Schiffe)                 |
| 2007        | Anne Sibum                | 2028      | 10.585               | Reederei Bernd Sibum                 | Vollcontainerschiff, SSW Super 1000 (Typschiff, drei Schiffe) |